# الکساندر میلیچویچ
الکساندر میلیچویچ (لهستانی: Aleksandar Milićević؛ ‏ زادهٔ ۲۱ اکتبر ۱۹۹۰) بازیگر، دوبلور و صداپیشه صربی‌تبار اهل لهستان است. وی دانش‌آموختهٔ آکادمی ملی هنرهای نمایشی الکساندر زلوروویچ در ورشو است.
از فیلم‌ها یا مجموعه‌های تلویزیونی که وی در آن‌ها نقش داشته است، می‌توان به دوستان، پدر متیو، رنگ‌های خوشبختی، دختران جنگ، ع چون عشق و عزم راسخ ایرنا اشاره نمود.